# 火車車輪

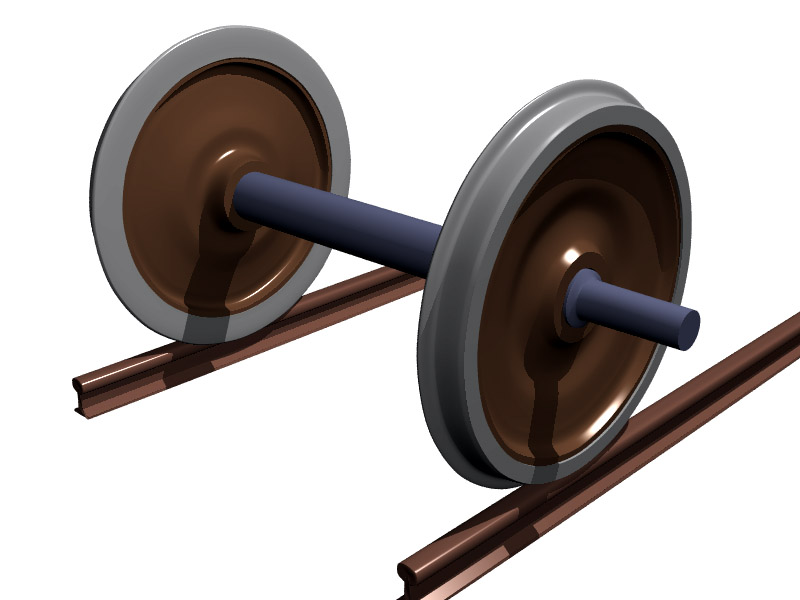
火车车轮牢固定在车轴上，确保轮对的两个车轮以均速旋转。

火车车轮是一种用于铁路轨道的车轮。车轮作为滚动部件通常會安裝在火车车厢、鐵路機車或间接安装在轉向架的车轴上。
火車车轮首先经过鑄造或鍛造，然后经过热处理以获得特定的硬度。新车轮要用車床加工成标准形状（称为轮廓），然后安装到车轴上。形状不正确或磨损的車輪会增加滾動阻力、降低能源效率，甚至可能导致脫軌。 國際鐵路聯盟规定标准车轮直径为920 mm（36英寸），不过一些地鐵系统和滚动高速公路使用较小的尺寸。 

## 车轮几何形状和法兰

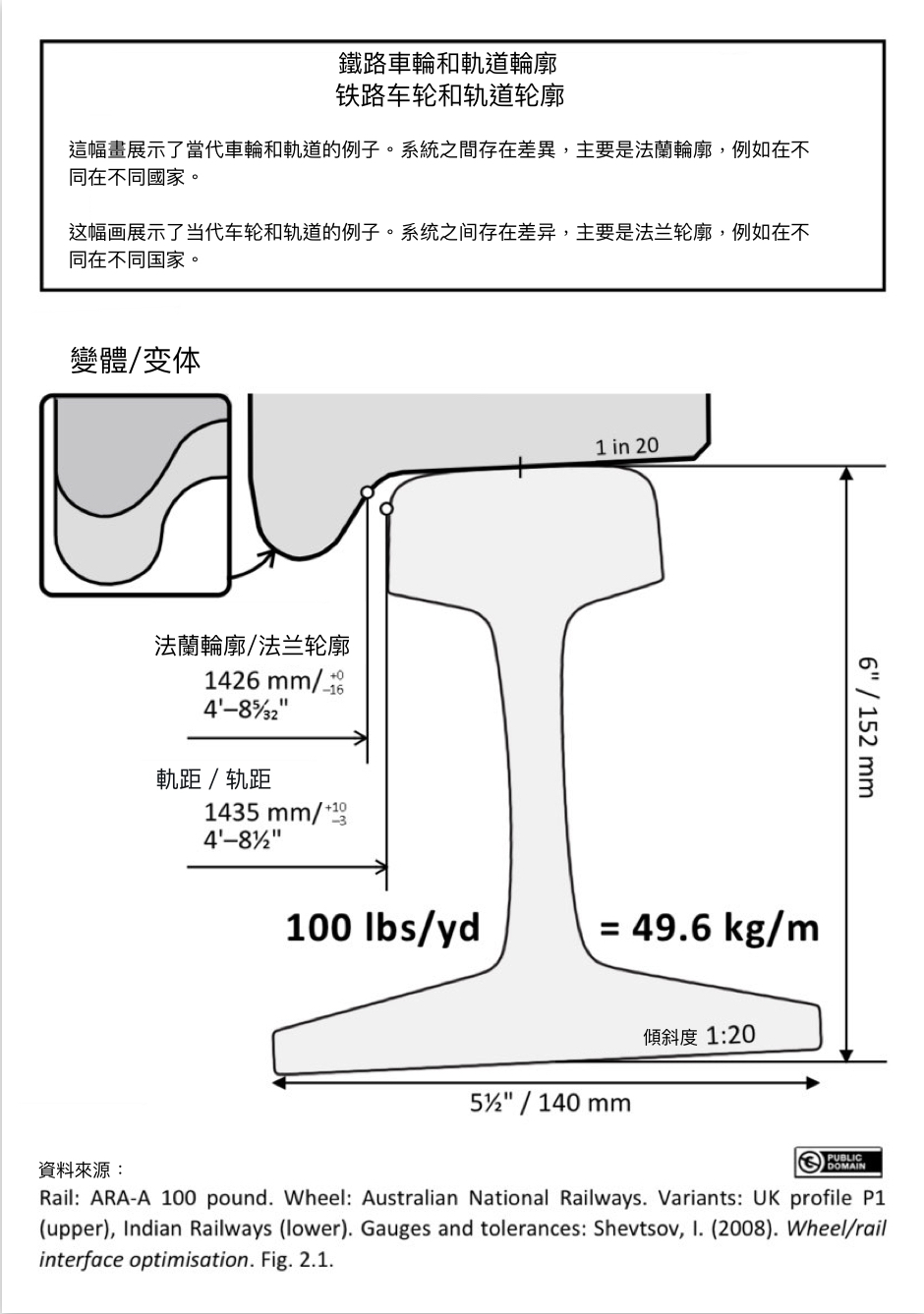
铁路车轮的轮辋和轮缘与承重轨道的关系

當火車轉彎時，火車的質量會將車輪推向軌道外側。外側車輪向上移動以接觸直徑較大的軌道，而內側車輪向下移動以接觸直徑較小的軌道。每個車輪在車軸每轉一圈所行駛的距離不同，導致車輪組沿著軌道的曲線行駛。 

## 機車軸式
每个机车或车厢的车轮数量和尺寸各不相同，以满足火车车厢或机车的需要。无论这些因素如何，成对的相同尺寸的车轮总是作为一个单一单元固定在直轴上，称为輪組。 

## 铁路车轮
现代铁路车轮通常由一次铸件加工而成，称为整体车轮。然而，有些轮子是由轮芯和围绕周边的輪胎組成並可提供更换的磨损部件，稱為独立車轮，例如采用昂贵的輻條结构的蒸汽机车。现代的車輪通常是用比早期的铸铁更坚固的钢制成的，弹性车轮在车轮和轮胎之间具有弹性材料，例如橡胶。这种车轮的故障是导致艾雪德列車出軌事故的原因之一。
现代车轮制造得相当厚，提供一定的磨损材料余量。如果剩余的材料厚度足够，则可以使用车轮车床对磨损的车轮或具有平点的车轮进行加工。 